# Gestigenkänning
Gestigenkänning är ett område inom språkteknologi som syftar på att automatiskt avläsa och fastställa innebörden hos mänskliga gester, och ger möjlighet till en multimodal interaktion (via flera kanaler) med en dator. Traditionellt har gestigenkänning applicerats på gester utförda med händer och fingrar, men även gester via ansiktsuttryck och kroppshållning / kroppsspråk har utforskats. Avläsning av gester sker antingen optiskt med hjälp av kameror eller med hjälp av redskap som agerar som en förlängning av kroppsdelen.
Exempelområden inom gestigenkänning:
- Rörelsekommandon i spel
- Automatisk avläsning av Teckenspråk
- Ökad tillgänglighet vid funktionsnedsättning
- Automatisk läppläsning
- Musgester

Vid kamerabaserad gestigenkänning analyseras bilden med hjälp av datorseende-algoritmer för att fastställa gestens natur. 
Problem som kan uppstå är att bildbrus och även andra samtida rörelser kan störa avgörandet, samt att gester framför andra objekt kan vara svåra att avläsa.
På senare tid har ett flertal applikationer av redskapsbaserad gestigenkänning m.h.a Nintendo Wiis accelerometer-försedda fjärrkontroll framtagits.

Ett problem som föreligger vid gestigenkänning är det s.k. segmenteringsproblemet, d.v.s. var börjar och slutar en gest?
Vid redskapsbaserad gestigenkänning kan problemet i viss mån undvikas genom att utföraren själv markerar början och slut, exempelvis genom att hålla nere en knapp, men förslag finns på lösningar som opererar på en kontinuerlig ström av data. 
Ett mer generellt problem består i att med en eller flera kameror registrera användarens gester, exempelvis genom att mäta en hands rörelser och att använda denna information för att styra annan utrustning alternativt att mäta användarens ögon- och huvudrörelser samt eventuellt också ansiktsuttryck och utifrån dessa mätningar dra slutsatser som användarens aktiviteter och/eller intentioner.
Vid avgörande av en gests innebörd används matematiska formalismer, vanligen statistiska sådana såsom dolda Markovmodeller eller artificiella neurala nätverk, men även tillståndsmaskiner samt dynamisk programmering har visats kapabla.